# Klaus Werner Pusch
Klaus Werner Pusch (München, 4 oktober 1949) is een Duitse jazztrompettist, -bugelist en componist.

## Biografie
Pusch studeerde in Heidelberg en New York (1978–1979) en Berlijn rechtswetenschap en muziek. In de periode 1982-1984 bezocht hij de Swiss Jazz School in Bern. In die tijd leidde hij eigen bands, waarmee hij ook albums opnam. In 1980 begon hij met Lothar Scharf, Ralf Rothkegel, Claus Krisch en Dieter Ilg een hardbop-groep.
Tegenwoordig is hij onder meer als jazzmusicus en componist ook actief in Zuid-Afrika, Bali en Zwitserland. Sinds 2007 is hij lid van de Peter Herbolzheimer European Big Band Academy. Hij treedt op in een duo met gitarist Gari Crawford.
Pusch kreeg in 1976 en 1981 een tweede en in 1983 de eerste prijs bij de competitie op het internationale jazzfestival in San Sebastian (Spanje).

## Discografie (selectie)
- Werner Pusch Quintett: My Destination (P & P 1980, met Wilson de Oliveira, Peter Kosch, Jochen Schaal, Thomas Zahn)
- Klaus Werner Pusch & Mauro Senise: April in Rio (CD Baby 2008)

## Bron
- Jürgen Wölfer: Jazz in Deutschland – Das Lexikon. Alle Musiker und Plattenfirmen von 1920 bis heute. Höfen: Hannibal Verlag 2008, ISBN 978-3-85445-274-4.